# Kelloggina hirtipupa
Kelloggina hirtipupa är en tvåvingeart som först beskrevs av Lutz 1920.  Kelloggina hirtipupa ingår i släktet Kelloggina och familjen Blephariceridae. Inga underarter finns listade i Catalogue of Life.